# Карлес Пуйоль
Ка́рлес Пуйо́ль Сафорка́да (кат. Carles Puyol i Saforcada, МФА: [ˈkaɾles puˈjol], нар. 13 квітня 1978 року, Ла-Побла-да-Сагу, Іспанія) — іспанський футболіст, грав на позиції захисника за збірну Іспанії та «Барселону».

## Клубна кар'єра
Вихованець футбольної команди з рідного міста, починав грати на позиції воротаря, згодом пробував сили як нападник.
1995 року переїхав до Барселони, де продовжив навчання у футбольній школі головного клубу провінції, «Барселони». 1997 року дебютував у складі команди «Барселона Б», що виступала у Сегунді (другому за ієрархією дивізіоні чемпіонату Іспанії). У цій команді грав на правому фланзі захисту.
1999 року тренер «Барселони» Луї ван Галь почав залучати молодого захисника до складу головної команди. 2 жовтня 1999 Пуйоль дебютував у складі «Барселони» у матчах елітного Прімера Дивізіону. Спочатку продовжував грати на правому фланзі, згодом був переведений у центр захисту і відразу ж став ключовою фігурою на цій позиції. З кінця сезону 2003—04 Пуйоль став незмінним капітаном каталонської команди.
Станом на кінець сезону 2010—11 гравець провів у складі «Барселони» 516 матчів у різних турнірах, за цей час п'ять разів здобував титул чемпіона Іспанії, тричі вигравав Лігу Чемпіонів УЄФА.

## Виступи у збірних
Викликався до юнацької та молодіжної збірних Іспанії, 2000 року дебютував у складі національної збірної країни. На рівні олімпійської збірної U-23 брав участь у футбольному турнірі на Літніх Олімпійських іграх 2000 року, на якому іспанці вибороли срібні олімпійські нагороди.
У складі національної команди — учасник чемпіонатів світу 2002, 2006 та 2010 років, а також чемпіонатів Європи 2004 та 2008. Чемпіон Європи 2008 року.
Був включений до складу збірної Іспанії для участі у світовій першості 2010 року, за результатами якого іспанці вперше в історії стали чемпіонами світу. Під час фінального турніру у Південно-Африканській Республіці був основним центральним захисником команди, повністю провівши на полі усі сім матчів іспанців на турнірі. Збірна Іспанії з Карлесом у складі на тому чемпіонаті світу пропустила лише двічі в семи зустрічах. Гол, забитий Пуйолєм після розіграшу кутового у півфінальному матчі проти збірної Німеччини, виявився єдиним у грі і дозволив іспанцям пройти до фіналу, де вони здолали збірну Нідерландів.
| #  | Дата           | Місце                      | Суперник          | Рахунок | Результат | Змагання          |
| -- | -------------- | -------------------------- | ----------------- | ------- | --------- | ----------------- |
| 1. | 17 квітня 2002 | Белфаст, Північна Ірландія | Північна Ірландія | 0-5     | перемога  | товариська        |
| 2. | 11 жовтня 2008 | Таллінн, Естонія           | Естонія           | 0-3     | перемога  | Відбір до ЧС 2010 |
| 2. | 7 липня 2010   | Дурбан, ПАР                | Німеччина         | 1-0     | перемога  | ЧС 2010           |

## Статистика клубних виступів
Станом на 3 червня 2011 року.
| Клуб          | Сезон   | Чемпіонат | Чемпіонат | Кубок | Кубок | Єврокубки | Єврокубки | Інші | Інші | Усього | Усього |
| Клуб          | Сезон   | Ігри      | Голи      | Ігри  | Голи  | Ігри      | Голи      | Ігри | Голи | Ігри   | Голи   |
| ------------- | ------- | --------- | --------- | ----- | ----- | --------- | --------- | ---- | ---- | ------ | ------ |
| «Барселона Б» | 1996–97 | 1         | 1         | –     | –     | –         | –         | –    | –    | 1      | 1      |
| «Барселона Б» | 1997–98 | 42        | 3         | –     | –     | –         | –         | –    | –    | 42     | 3      |
| «Барселона Б» | 1998–99 | 38        | 2         | –     | –     | –         | –         | –    | –    | 38     | 2      |
| «Барселона Б» | 1999–00 | 8         | 0         | –     | –     | –         | –         | –    | –    | 8      | 0      |
| «Барселона Б» | Усього  | 89        | 6         | –     | –     | –         | –         | –    | –    | 89     | 6      |
| «Барселона»   | 1999–00 | 24        | 0         | 5     | 0     | 8         | 0         | 0    | 0    | 37     | 0      |
| «Барселона»   | 2000–01 | 17        | 0         | 2     | 0     | 5         | 0         | –    | –    | 24     | 0      |
| «Барселона»   | 2001–02 | 35        | 2         | 1     | 0     | 15        | 0         | –    | –    | 51     | 2      |
| «Барселона»   | 2002–03 | 32        | 0         | 0     | 0     | 14        | 0         | –    | –    | 46     | 0      |
| «Барселона»   | 2003–04 | 27        | 0         | 4     | 0     | 7         | 0         | –    | –    | 38     | 0      |
| «Барселона»   | 2004–05 | 36        | 0         | 1     | 0     | 8         | 0         | –    | –    | 45     | 0      |
| «Барселона»   | 2005–06 | 35        | 1         | 3     | 0     | 12        | 0         | 2    | 0    | 52     | 1      |
| «Барселона»   | 2006–07 | 35        | 1         | 7     | 0     | 8         | 1         | 5    | 0    | 55     | 2      |
| «Барселона»   | 2007–08 | 30        | 0         | 7     | 0     | 10        | 1         | –    | –    | 47     | 1      |
| «Барселона»   | 2008—09 | 28        | 1         | 6     | 0     | 11        | 0         | –    | –    | 45     | 1      |
| «Барселона»   | 2009—10 | 32        | 1         | 2     | 0     | 9         | 0         | 5    | 0    | 48     | 1      |
| «Барселона»   | 2010—11 | 17        | 1         | 3     | 0     | 8         | 0         | 0    | 0    | 28     | 1      |
| «Барселона»   | Усього  | 348       | 7         | 41    | 0     | 115       | 2         | 12   | 0    | 516    | 9      |
| УСЬОГО        | УСЬОГО  | 437       | 13        | 41    | 0     | 115       | 2         | 12   | 0    | 605    | 15     |

## Досягнення
У складі «Барселони»:
- Переможець Ліги чемпіонів (3): 2005/2006, 2008/2009, 2010/2011
- Володар Суперкубка УЄФА (2): 2009, 2011
- Переможець Клубного чемпіонату світу з футболу (2): 2009, 2011
- Чемпіон Іспанії (6): 2004/2005, 2005/2006, 2008/2009, 2009/2010, 2010/2011, 2012/2013
- Володар кубка Іспанії (2): 2008/2009, 2011/2012
- Володар Суперкубка Іспанії (6): 2005, 2006, 2009, 2010, 2011, 2013

У складі збірної Іспанії:
- Чемпіон світу: 2010
- Чемпіон Європи: 2008
- Срібний олімпійський призер: 2000